# Fesmy-le-Sart
 Fesmy-le-Sart  là một xã ở tỉnh Aisne, vùng Hauts-de-France thuộc miền bắc nước Pháp.